# Britches
Britches ist der Name eines Bärenmakaken, der im Jahr 1985 von Aktivisten der Animal Liberation Front (ALF) bei einer Tierbefreiung aus einem Versuchslabor entfernt wurde. Die Aktion rief ein großes Medienecho hervor. Bilder von Britches sind vor allem in der Tierbefreiungsbewegung auf T-Shirts, Aufnähern und Bannern verbreitet. Ein Bild des Affen findet sich auch auf dem Cover des Buchs From Dusk ’til Dawn von Keith Mann.

## Leben
Britches wurde im März 1985 in der Zucht der University of California, Riverside (UCR) geboren. Direkt nach der Geburt trennte man Britches von seiner Mutter und nähte ihm seine Augenlider zu. An seinem Kopf wurde mit Bandagen ein elektrisches Sonargerät befestigt, das im Abstand von wenigen Minuten hohe Signaltöne abgab und wie ein Blindenleitgerät funktionieren sollte.
Britches sollte als Versuchstier in einer dreijährigen Studie dienen, die das Verhalten und die Entwicklung von 24 Affen unter dem Einfluss eines Sinnesersatzsystems untersuchte. Die gewonnenen Erkenntnisse sollten auf den Menschen übertragen werden.
Am 20. April 1985, fünf Wochen nach Beginn des Experiments, brachen Aktivisten der ALF in das Labor der Universität ein. Die ALF-Aktivisten entfernten Britches und mehr als 460 weitere Tiere aus dem Labor, darunter Mäuse, Katzen, Opossums, Tauben, Kaninchen und Ratten.
Durch die Medienberichterstattung über die Tierbefreiung und Britches’ Lebensumstände im Labor wurde öffentlich Kritik an dem Experiment laut, das unter anderem als „sadistisch“ und „inhuman“ beschrieben wurde.
Die Tierrechtsorganisation PETA veröffentlichte ein Video mit dem von der ALF gefilmten Material.
Die Aktion der ALF hatte Auswirkungen auf die zukünftige Forschung an der UCR. Aufgrund der öffentlichen Empörung über Britches’ Behandlung wurden die durch den Einbruch unterbrochenen Studien nicht mehr weitergeführt. Seither dürfen an der Universität die Augen von Säuglingsaffen nicht mehr zugenäht werden. Britches wurde von der ALF in einem Schutzgebiet in Mexiko ausgewildert, wo er von einem Affenweibchen angenommen wurde, das bereits mehrere Affenwaisen aufgezogen hatte.